# Temma Matsuda
Temma Matsuda (松田 天馬 Matsuda Temma?), född 11 juni 1995 i Kumamoto prefektur, är en japansk fotbollsspelare.
Matsuda började sin karriär 2017 i Shonan Bellmare. Med Shonan Bellmare vann han japanska ligacupen 2018.